# Филмографија Андреја Звјагинцева
Филмографија Андреја Звјагинцева обухвата краткометражне и дугометражне игране филмове, режију једне телевизијске серије као и глумачке улоге.
Након што је дипломирао глуму на уметничкој Академији у Новосибирску, Андреј Звјагинцев се сели у Москву где покушава да отпочне своју каријеру. На почетку живота у Москви, радио је низ нископлаћених послова: чистио је куће, дувао лишће са путева, разбијао лед и лопатао снег током зиме. Остварио је неколико мањих улога на телевизији, филму и режирао је неколико реклама пре него што је режирао свој први ауторски филм Повратак 2003. године.
У својим филмовима, често користи дугачке кадрове и критички приказује савременог човека и руско друштво.
Током каријере додељен му је Златни лав на Филмском фестивалу у Венецији, Златни глобус за најбољи страни филм, Награда жирија Канског фестивала, Награду за најбољи сценарио Канског фестивала и преко 60 других награда.

## Дугометражни играни филмови
|        |            | Филмографија |            |                                                       |
| Година | Наслов     | Позиција     | Позиција   | Напомене/награде                                      |
| Година | Наслов     | Редитељ      | Сценариста | Напомене/награде                                      |
| 2003.  | Повратак   | Да           | Не         | Златни лав на МФФ у Венецији и још 32 награде         |
| 2007.  | Изгнанство | Да           | Не         | Две награде на и још 5 награда                        |
| 2011.  | Елена      | Да           | Да         | Награда „Ника” за најбољег редитеља и још 23 награде  |
| 2014.  | Левијатан  | Да           | Да         | Златни глобус за најбољи страни филм и још 35 награда |
| 2017.  | Без љубави | Да           | Да         | Награда жирија Канског фестивала и још 20 награда     |

## Краткометражни играни филмови
| Година | Наслов | Позиција | Позиција   | Напомене/награде                                                                                    | Реф.                 |
| Година | Наслов | Редитељ  | Сценариста | Напомене/награде                                                                                    | Реф.                 |
| ------ | ------ | -------- | ---------- | --------------------------------------------------------------------------------------------------- | -------------------- |
| 2009.  |        | Да       | Да         | Филм је планиран као део дугометражног филма New York, I Love You али је исечен у финалној верзији. | [ 17 ] [ 18 ] [ 19 ] |
| 2011.  | Тајна  | Да       | Не         | | [ 20 ] [ 21 ]        |

## Телевизијска остварења
| Година | Наслов | Позиција | Позиција   | Позиција  | Позиција | Позиција       | Напомене/награде                                                        | Реф.          |
| Година | Наслов | Редитељ  | Сценариста | Продуцент | Монтажер | Дизајнер звука | Напомене/награде                                                        | Реф.          |
| ------ | ------ | -------- | ---------- | --------- | -------- | -------------- | ----------------------------------------------------------------------- | ------------- |
| 2000.  |        | Да       | Да         | Да        | Да       | Да             | Режирао је три кратке епизоде, односно филм и био је извршни продуцент. | [ 22 ] [ 23 ] |

## Глумачке улоге
| Филмови и ТВ серије |                                     |                   |                  |  |
| Година              | Изворни назив                       | Улога             | Напомене/Награде |  |
| 1995.               | Shirli-myrli                        |                   |                  |  |
| 1998.               | Otrazheniye                         | Сергеј Сергејович |                  |  |
| 2000.               | Kamenskaya: Stechenie obstoyatelstv | Валерије Турбин   | ТВ серија        |  |
| 2000.               | Novyy god v noyabre                 |                   | ТВ мини-серија   |  |
| 2000.               | Lyubov do groba                     | Олег              |                  |  |
| 2000.               | Kamenskaya: Smert i nemnogo lyubvi  | Турбин            | ТВ филм          |  |

## Рецепција критике
| Година | Филм       | Ротен томејтоуз     | Метакритик            |
| ------ | ---------- | ------------------- | --------------------- |
| 2003.  | Повратак   | 96% (89 рецензија)  | 82/100 (30 рецензија) |
| 2007.  | Изгнанство | 65% (20 рецензија)  | 59/100 (8 рецензија)  |
| 2011.  | Елена      | 94% (65 рецензија)  | 87/100 (16 рецензија) |
| 2014.  | Левијатан  | 97% (150 рецензија) | 92/100 (34 рецензије) |
| 2017.  | Без љубави | 95% (186 рецензија) | 86/100 (33 рецензије) |